# Peter Wood
 (mai 2017).
- Si vous ne connaissez pas le sujet, laissez ce bandeau (vous pouvez alors contacter les auteurs).
- Si vous supprimez le contenu mis en cause (vous pouvez préalablement contacter les auteurs),

argumentez précisément cette suppression dans la page de discussion
(un manque de référence n'est pas un argument ; une recherche réelle de référence doit avoir été effectuée, être formellement documentée).
 (mai 2017).
 (mai 2017).
Si vous disposez d'ouvrages ou d'articles de référence ou si vous connaissez des sites web de qualité traitant du thème abordé ici, merci de compléter l'article en donnant les références utiles à sa vérifiabilité et en les liant à la section « Notes et références ».
Pour les articles homonymes, voir Wood.
Peter Wood est un surréaliste anglais, né en 1951 à Leeds et mort le 4 avril 1999 à Paris, poète, traducteur, dessinateur et créateur de collages et d'assemblages. 

## Biographie
Ayant découvert le surréalisme grâce à la poétesse Joyce Mansour, il s'installe en 1976 à Paris, pour lui la ville surréaliste par excellence, et se lie avec les poètes Marianne Van Hirtum, Jimmy Gladiator, Abdul Kader El-Janabi, mais aussi avec tous ceux qui ont refusé le schisme de 1969 au sein du surréalisme français. Il entretient également des liens étroits avec les surréalistes tchèques qui vivent un underground difficile dans le contexte de la Tchécoslovaquie inféodée à l'URSS.  Il publie en 1979 le recueil de poèmes Fuse of Babel, a ruby nemesis, illustré par ses propres collages, ceux de Rattus et par des dessins de Siegfried de Crescendo. Il anime la revue en langue anglaise The Moment (4 numéros de juin 1979 à avril 1980), participe à La Crécelle noire et à Camouflage, animées par Jimmy Gladiator, au Désir libertaire et à Homnésies d'Abdul Kader El-Janabi, ainsi qu'aux revues anglaises Grid et Literature. Il crée en 1984 la revue Hourglass, doublée d'une association éponyme qui organisera plusieurs expositions surréalistes (exposition La Belle à délivrer, en 1986 à la Galerie l'Usine, montée en collaboration avec Bruno Montpied), et enfin, toujours sous le même nom, une maison d'édition qui publiera plus de vingt plaquettes jusqu'en 1999. Signalons un second recueil de ses poèmes en anglais, A nightshade (Hourglass, Paris, 1988), et une anthologie de textes poétiques et en prose, parue après sa mort, We shall strike for more dreams (Hourglass, Paris, 2000).

## Les boîtes
Du point de vue plastique, l'apport le plus significatif de Peter Wood au surréalisme est constitué par plusieurs séries d'assemblages réunis dans des boîtes qui ne sont pas sans évoquer celles confectionnées jadis par Joseph Cornell, mais s'en distinguent par plusieurs points fondamentaux. Ces boîtes ont été exécutées à partir de l'hiver 1984-1985 et leur réalisation a été progressivement améliorée au cours des années jusque vers 1995, dans des conditions difficiles dues à la précarité matérielle dans laquelle le créateur vivait le plus souvent. Pour réaliser ses assemblages, Peter Wood a d'abord utilisé des emballages industriels en polystyrène préalablement peints en noir qu'il a ultérieurement insérés dans des emboîtages en bois et verre spécialement confectionnés à cet effet. Pour réaliser ses assemblages, Peter Wood plaçait autour du réceptacle qu'il avait décidé de remplir un grand nombre d'objets de récupération, le plus souvent ramassés au marché aux puces de Montreuil, sans ordre préétabli. D'abord immobile et se plongeant dans un état proche de l'hypnose, il s'emparait au hasard, sans intention préétablie consciemment, de quelques-uns des objets qu'il posait tout aussi fortuitement dans la boîte, avant de les agencer par des ajustements volontairement limités et de les fixer au moyen de colle ou d'agrafes au fond noir de celle-ci. Ainsi cherchait-il à limiter la part due à sa propre volonté et à s'abandonner à la plus large part d'automatisme possible. On peut toutefois objecter que le choix initial des objets utilisés était le fruit d'un travail subjectif et raisonné. Il est clair que l'œuvre de Peter Wood n'est pas entièrement automatique, tout comme la poésie automatique ne peut pas l'être entièrement à partir du moment où elle est l'œuvre d'une volonté subjective et non celle d'une machine dont la production de texte serait purement fortuite. Le vocabulaire plastique de Peter Wood est celui du désir, de l'érotisme, des relations entre Eros et Thanatos. Mais le "sens plastique" des assemblages est celui qui est imposé, fortuitement, par le hasard stimulé dans l'abandon qui préside à leur réalisation.